# Šarišské Čierne
Šarišské Čierne és un poble i municipi d'Eslovàquia. Es troba a la regió de Prešov, al nord del país.

## Història
La primera referència escrita de la vila data del 1414.

## Demografia
| Godina             | 1994 | 2004   | 2014   | 2024   |
| ------------------ | ---- | ------ | ------ | ------ |
| Nombre de persones | 357  | 325    | 301    | 299    |
| Diferència         |      | −8,96% | −7,38% | −0,66% |

| Godina             | 2023 | 2024   |
| ------------------ | ---- | ------ |
| Nombre de persones | 294  | 299    |
| Diferència         |      | +1,70% |